# Chiralność płaszczyznowa
Chiralność płaszczyznowa – rodzaj chiralności powstającej, gdy jeden lub więcej podstawników znajdzie się poza płaszczyzną chiralności. Do przykładów molekuł posiadających takie płaszczyzny należą monopodstawione paracyklofany czy (E)-cyklookten. Konfigurację absolutną indywiduum molekularnego, wykazującego chiralność płaszczyznową, określają stereodeskryptory Rp  i Sp.

## Określanie konfiguracji absolutnej

Enancjomery R i S 4-metylo[2.2]paracyklofanu (wiązania podwójne nie są wyróżnione). Niebieska linia przerywana symbolizuje lustro.

Warunkiem wystąpienia chiralności płaszczyznowej jest obecność czterech komplanarnych (współpłaszczyznowych) atomów (na ilustracji są to: C2, C3, C4 i C8, przy czym atomy C4 i C8 muszą mieć różny priorytet zgodnie z regułami CIP) oraz jednego (C1), znajdującego się nad lub pod zdefiniowaną płaszczyzną. Atom znajdujący się poza płaszczyzną jest tzw. atomem pilotowym. Jego obrót wokół osi utworzonej przez atomy C2 - C3 musi być zahamowany. Jeżeli w cząsteczce istnieje kilka takich atomów, należy wybrać ten o najwyższym priorytecie. Gdy są one równoważne, konfiguracja może być określona względem dowolnego z nich. Poczynając od atomu pilotowego, należy ustalić kolejność trzech sąsiednich atomów, poruszając się wzdłuż wiązań chemicznych. W przypadku pojawienia się rozgałęzienia wybiera się atom o wyższym priorytecie. Jeżeli ścieżka utworzona przez kolejne atomy jest zgodna z ruchem wskazówek zegara, cząsteczka jest enancjomerem Rp. W przeciwnym przypadku jest to enancjomer Sp.